# Charles Péguy
Charles Péguy (n. 7 ianuarie 1873, Orléans, Franța – d. 5 septembrie 1914, Le Plessis-l'Évêque⁠(d), Île-de-France, Franța) a fost un scriitor francez.

## Familia și studiile
Péguy a fost fiul unui tâmplar și al unei reparatoare de tapițerie. Tatăl său Désiré a murit de tânăr, așa încât băiatul Charles a fost crescut de mama și de bunica sa, o femeie simplă de la țară, fără știință de carte.
A urmat școala primară la Orléans, după care a primit o bursă de studii gimnaziale, apoi liceale la Sceaux. După obținerea bacalaureatului cu rezultate foarte bune, și-a satisfăcut stagiul militar la Orléans. Întrucât era orfan de tată, a beneficiat de reducerea serviciului militar la un singur an. 
În iulie 1894 a obținut licența în filosofie. La a treia încercare a fost admis la École normale supérieure, abandonând studiile în august 1898 după ce nu a reușit să obțină diploma de absolvire.
Péguy a renunțat la o carieră academică și a devenit librar.

## Angajamentul politic
În anul 1895 a devenit membru al Partidului Socialist. 

## Scrieri
În 1897 a publicat sub pseudonim prima sa dramă, intitulată Jeanne d’Arc. 